# Vidja
För tätorten Vidja, se Vidja (Huddinge).

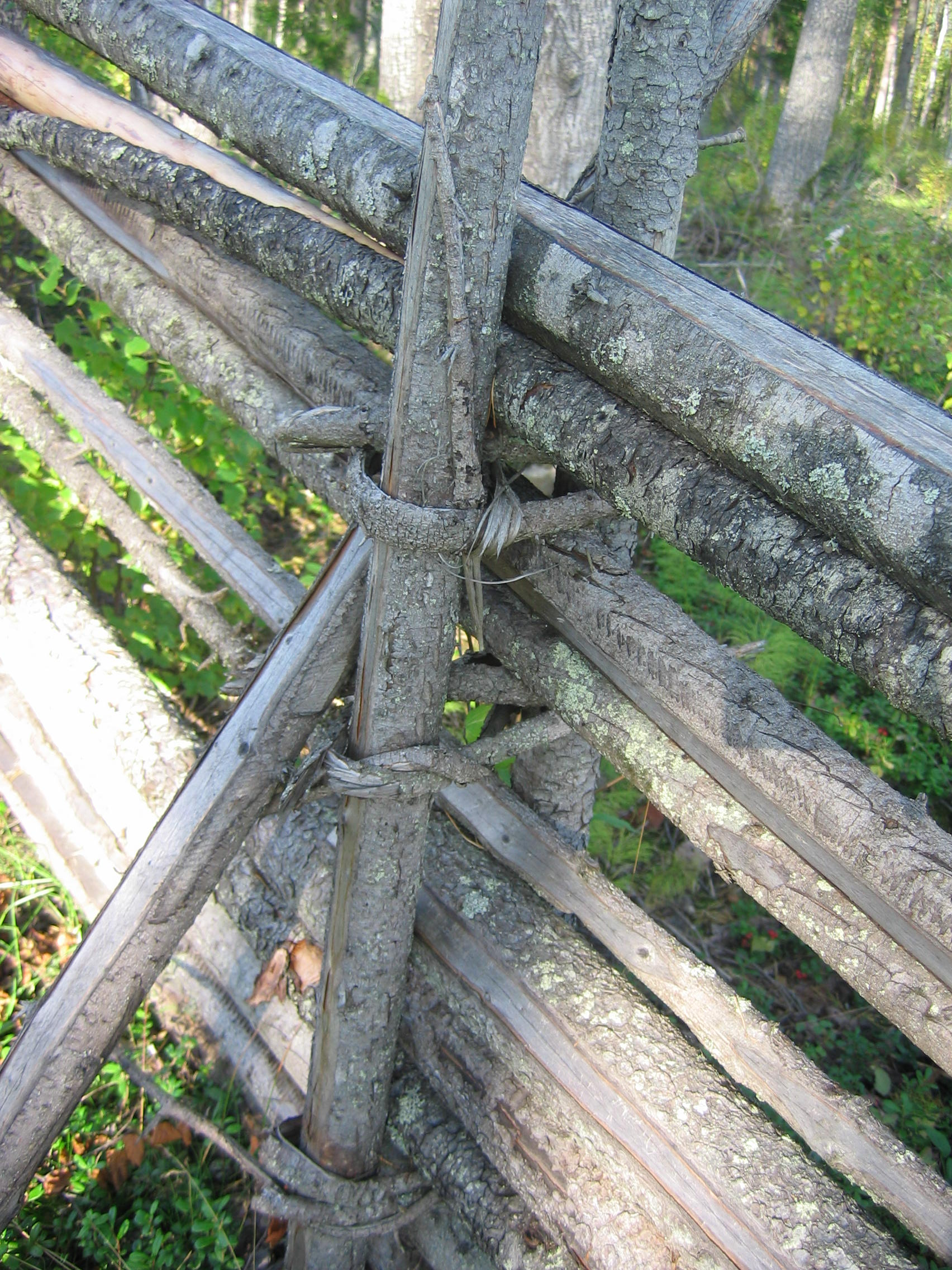
Vidjor använda för att binda en gärdesgård.

En vidja är en rak, tunn och smidig kvist eller rot av böjligt trä; det kan exempelvis vara av ene, hassel, sälg, björk eller pil. Vidjor används till tunnband, flätning av väggar, gärdesgårdar, korgar och fiskeredskap såsom ryssjor. Skalade, vridna vidjor har använts till rep, traljar, trugor och klövjebågar.
Även en basad gren av gran som vrids när den används i till exempel en gärdesgård är en vidja. Basning är att upphetta grenen så att hartserna mellan fibrerna blir så lösa att fibrerna kan glida. Björk och vide kan vridas utan basning.